# UFC Fight Night: Henderson vs. Masvidal
UFC Fight Night: Henderson vs. Masvidal（ユーエフシー・ファイトナイト：ヘンダーソン・バーサス・マスヴィダル、別名UFC Fight Night 79）は、アメリカ合衆国の総合格闘技団体「UFC」の大会の一つ。2015年11月28日、韓国オリンピック公園第一体育館で開催された。

## 大会概要
UFC初の韓国開催となった本大会ではベンソン・ヘンダーソンとホルヘ・マスヴィダルによるウェルター級戦が組まれた。

## 試合結果

### プレリミナリーカード
第1試合 ウェルター級 5分3R
○  ドミニク・スティール vs.  "マエストロ"・キム・ドンヒョン ×
3R 0:27 KO（スラム）
第2試合 バンタム級 5分3R
○  マルコ・ベルトラン vs.  ニン・グァンユー ×
3R終了 判定2-1（29-28、28-29、29-28）
第3試合 フライ級 5分3R
○  フレディ・セラーノ vs.  ヤオ・ジークイ ×
1R 0:44 TKO（右腕の負傷）
第4試合 女子ストロー級 5分3R
○  ハム・ソヒ vs.  コートニー・ケイシー ×
3R終了 判定3-0（29-28、29-28、29-28）
第5試合 ライト級 5分3R
○  バン・テヒョン vs.  リオ・クンツ ×
3R終了 判定2-1（28-29、29-28、29-28）
第6試合 フェザー級 5分3R
○  マイク・デ・ラ・トーレ vs.  ナム・ウィチョル ×
3R終了 判定2-1（29-28、28-29、29-28）
第7試合 ミドル級 5分3R
○  ヤン・ドンイ vs.  ジェイク・コリアー ×
2R 1:50 TKO（パウンド）

### メインカード
第8試合 フェザー級 5分3R
○  チェ・ドゥホ vs.  サム・シシリア ×
1R 1:33 KO（左フック→パウンド）
第9試合 ウェルター級 5分3R
○  アルベルト・ミナ vs.  秋山成勲 ×
3R終了 判定2-1（28-29、29-28、29-28）
第10試合 ウェルター級 5分3R
○  キム・ドンヒョン vs.  ドミニク・ウォーターズ ×
1R 3:11 TKO（パウンド）
第11試合 ウェルター級 5分5R
○  ベンソン・ヘンダーソン vs.  ホルヘ・マスヴィダル ×
5R終了 判定2-1（47-48、48-47、49-46）

### 各賞
ファイト・オブ・ザ・ナイト： ハム・ソヒ vs. コートニー・ケイシー
パフォーマンス・オブ・ザ・ナイト： チェ・ドゥホ、ドミニク・スティール
各選手にはボーナスとして5万ドルが授与された。

### カード変更
負傷などによるカードの変更は以下の通り。
- イム・ヒョンギュ → "マエストロ"・キム・ドンヒョン（第1試合）

- ホルヘ・マスヴィダル → ドミニク・ウォーターズ（第10試合）

- チアゴ・アウベス → ホルヘ・マスヴィダル（第11試合）

- ミルコ・クロコップ vs. アンソニー・ハミルトン → ミルコの薬物検査失格により中止